# Беатриса Венгерская
 Беатриса Венгерская или Беатриса Анжуйская (итал. Beatrice d'Ungheria, фр. Béatrice de Hongrie; 1290, Неаполь—1354, Монастырь Сен-Жюст-дан-ле-Руайане, Гренобль ) — неаполитанская принцесса, дофина Вьеннская. Дочь неаполитанского принца и титулярного короля Венгрии Карла Мартелла Анжуйского из Анжу-Сицилийского дома. Жена Жана II дофина Вьенского и мать последнего дофина из рода д’Альбон Умберта II.

## Биография
Беатриса родилась в 1290 году в Неаполе. Она была старшей дочерью Карла Мартелла Анжуйского и Клеменции Габсбургской. Когда Беатрисе было шесть лет её выдали замуж за дофина Вьенского Жана II, который был на десять лет старше её. Свадьба состоялась 25 мая 1296 года в Неаполе. Её приданым стали дарованные её дедом Карлом II Анжуйский земли в Провансе.
В браке с Жаном II было рождено трое детей, двое сыновей и одна дочь, которая упоминается в кодициле завещания отца. Когда её муж умер 5 марта 1319 года, Беатриса стала монахиней в аббатстве Сито.
15 февраля 1340 года перешла в аббатство Нотр-Дам де Айес. В 1342 году сын Беатрисы Умберт II за 300 золотых флоринов приобрел у Дамуазо Ожье де Ларивьера замок Ангелов, который он подарил своей матери. Которая 13 октября 1349 года основала цистерцианский монастырь Нотр-Дам-де-Анж в Сен-Жюст-де-Кле. Там дофина провела свои последние годы, умерла и была похоронена в 1354 году. Останки Беатрисы находились в аббатстве до 1580 года. Во время религиозных войн во Франции они были перенесены монахинями в церковь Св. Бернарда в Роман-сюр-Изер, где в её честь названа улица.

## Семья
Беатриса Анжуйская была замужем дофином Вьенским Жаном II. В их браке было двое детей.
Дети:
- Гиг VIII (1309—1333) — дофин Вьеннский с 1319
- Умберт II (1312—1355) — дофин Вьеннский в 1333—1348.
- Катерина, упом. в 1319.